# Rhyacia birivia
Rhyacia birivia är en fjärilsart som beskrevs av Jacob Hübner. Rhyacia birivia ingår i släktet Rhyacia och familjen nattflyn. Inga underarter finns listade.